# 小田急バス吉祥寺営業所
小田急バス吉祥寺営業所（おだきゅうバスきちじょうじえいぎょうしょ）は、東京都武蔵野市吉祥寺南町に位置する小田急バスの営業所。営業所の略号はA。
吉祥寺駅から停留所1つ分、距離ではおよそ500mと近いところに営業所を構え、武蔵野市と調布市を中心とする地域の路線を受け持っている。

## 沿革
- 1953年（昭和28年）3月 - 会社の前身である武蔵野乗合自動車時代からの営業所であった三鷹営業所が手狭になったため、吉祥寺営業所を開設する。
- 1959年（昭和34年）3月 - 吉祥寺以西の営業基盤を確立するため、武蔵境営業所を開設し、一部路線を移管する。
- 2008年（平成20年）5月1日 - ICカードPASMO/Suicaへの対応開始。
- 2011年（平成23年）2月 - 老朽化に伴い営業所の建替え工事が行われ、新・営業所が使用開始となる。
- 2015年（平成27年）8月 - 大型車両運行便での輸送力増強のため、順次、中型車の運行便を武蔵境営業所に移管。翌月には全ての移管を終了。
- 2021年（令和3年）
  - 5月 - 武蔵境営業所へ移管した中型車を一部吉祥寺営業所へ戻し、宿44系統・吉11系統・調35系統（小田急バス運行便）などが再度吉祥寺営業所の管轄になった。
  - 6月30日 - 空港連絡バス羽田線の回数券の発売を終了[1]。
- 2024年（令和6年）
  - 3月16日 - 小田急バス最長路線であった宿44系統が吉祥寺駅発着に縮小される[2]。
  - 12月16日 - ダイヤ改正により、京王バスとの共同運行路線の整理を実施[3]。当営業所では吉14・調35系統から京王バスが撤退し、全便が小田急バスでの運行となった。また調35系統は武蔵境営業所に移管の上、鷹61系統（調布駅北口 - 晃華学園 - 杏林大学病院前 - 三鷹駅）として再編された。
- 2025年 （令和7年）
  - 6月29日 - 7月5日のダイヤ改正をもって、宿44系統が廃止となり、新宿駅に乗り入れる定期路線がなくなる。

## 現行一般路線

### 大沢線
- 吉01：吉祥寺駅 - 下連雀 - 新川 - 新川通り - 三鷹市役所 - 野崎 - 大沢

吉01系統のほとんどは武蔵境営業所の担当だが、夜間の吉祥寺駅 - 大沢間の一部を担当している。

### 烏山線

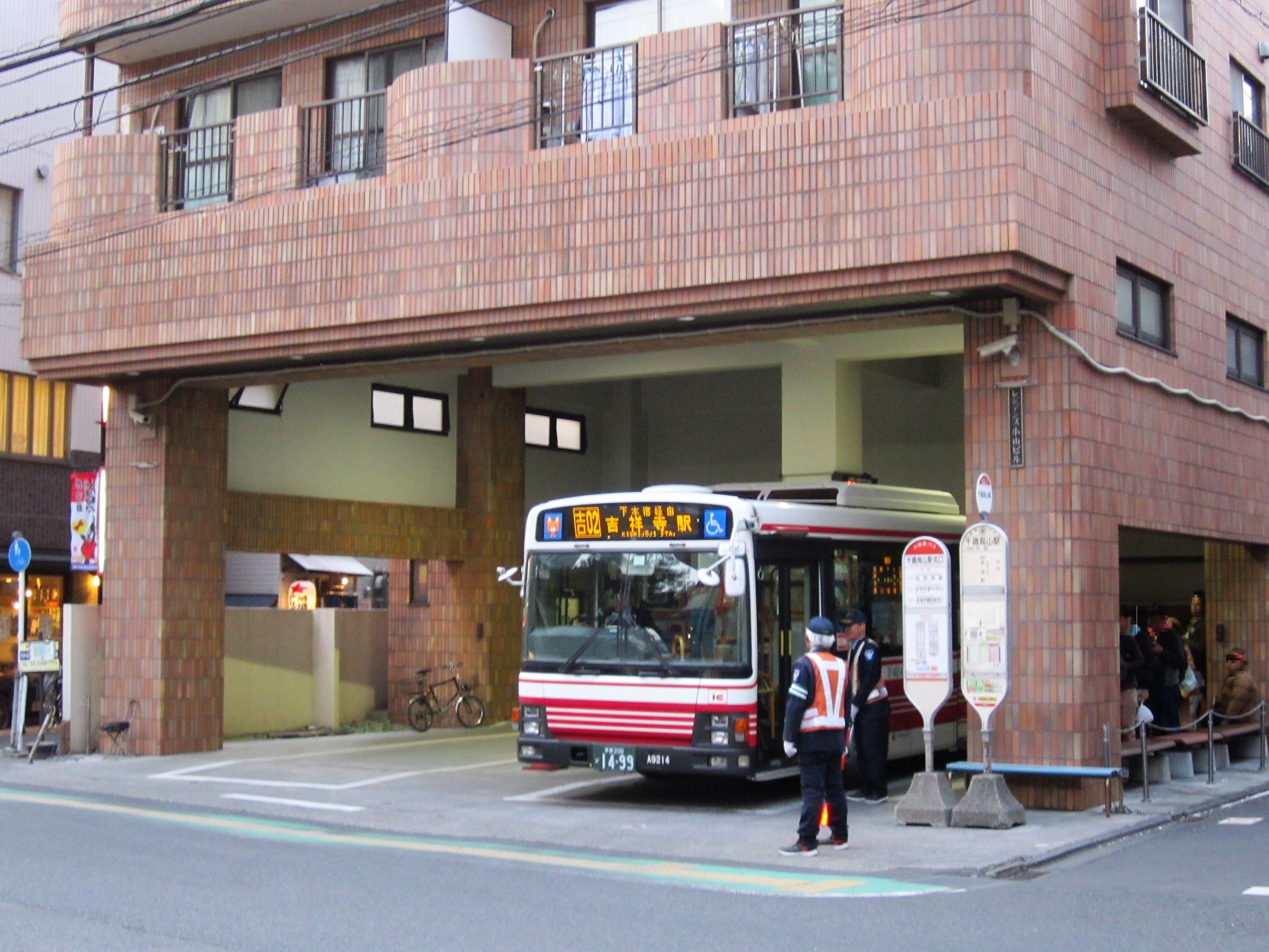
「千歳烏山駅北口」バス停はビルの1階の吹き抜け部にある。

- 吉02：吉祥寺駅 - 下連雀 - 新川 - 下本宿 - 日本女子体育大学前 - 千歳烏山駅北口

吉祥寺駅から京王線千歳烏山駅へ至る路線。世田谷区北烏山、三鷹市北野の地域輸送、日本女子体育大学、都立世田谷泉高校（旧・烏山工業高校）への通学輸送の他、昭和大学附属烏山病院への病院輸送、朝日生命久我山スポーツセンターで練習する体操競技者の輸送などを担う。終日に渡って運行回数が多い。

### 仙川線
- 吉03：吉祥寺駅 - 下連雀 - 新川 - 杏林大学病院前 - 新川団地中央 - コミュニティーセンター入口 - 仙川
- 吉03：吉祥寺駅 - 下連雀 - 新川 - 杏林大学病院前 - 新川団地中央

吉祥寺駅から吉祥寺通りを真っ直ぐ進み、新川団地を経由して仙川駅近くに至る。三鷹市新川・中原、調布市仙川町の地域輸送および白百合女子大学、都立三鷹中等教育学校、アジア・アフリカ語学院、杏林大学医学部付属病院への輸送で欠かせない。吉祥寺駅方面ゆきはこの系統に限り終日吉祥寺駅中央口ゆきとして運行する。仙川は仙川駅北口から甲州街道を渡った先にある小田急バス本社併設の折返場に発着する。

### 野ヶ谷線
- 吉04：吉祥寺駅 - 下連雀 - 新川 - 南新川 - 消防大学前 - 野ヶ谷 - 神代植物公園 - 深大寺
- 吉04：吉祥寺駅 - 下連雀 - 新川 - 南新川 - 消防大学前 - 野ヶ谷
- 吉05：吉祥寺駅 - 下連雀 - 新川 - 杏林大学病院前 - 野ヶ谷 - 神代植物公園前 - 御塔坂 - 調布駅北口

日中は深大寺発着、朝・夜は野ヶ谷止まりがメインとなる（野ヶ谷止まりの最終は深夜バス）。野ヶ谷線の調布駅行きは、沿線の多くの停留所で他路線の調布駅行きと合流するため本数が少ないが、吉祥寺駅と調布駅を結ぶ路線の中では一番所要時間が短いことから、神代植物公園・深大寺・杏林大学病院前との最速ルートとして多くの利用がある。なお、吉04系統のうち深大寺発着便は西原を過ぎると神代植物公園 → 深大寺 → 西原と片方向の循環運行を行っている。なお武蔵境営業所の鷹65系統同様に、深大寺を発車後深大寺小学校に停車せず青渭神社前に停車する。

### 調布線
- 吉06：吉祥寺駅 - 下連雀 - 新川 - 三鷹市役所 - 野崎 - 神代植物公園 - 御塔坂 - 調布駅北口

ほぼ終日に亘って運行回数も多く、三鷹市役所などのアクセスにも使われる他、沿線に井の頭公園・神代植物公園・深大寺などの観光地が所在する。

### 牟礼団地線
- 吉12：吉祥寺駅 - 下連雀 - 三鷹台団地 - 下本宿 - 北野
- 吉13：吉祥寺駅 - 下連雀 - 牟礼団地・三鷹イースト前 - 杏林大学井の頭キャンパス
- 吉13：吉祥寺駅 - 杏林大学井の頭キャンパス（直行便）
- 吉13：吉祥寺駅 - 下連雀 - 牟礼団地・三鷹イースト前
- 吉13：下連雀五丁目→下連雀→吉祥寺駅

吉祥寺駅から三鷹台団地、北野方面と牟礼団地方面に向かう路線。杏林大学井の頭キャンパス、法政大中学・高校（旧東京女子大学牟礼キャンパス）への通学輸送を担う。2012年12月10日より、吉13系統の牟礼団地停留所の位置が東八道路方向に移設された（武蔵境営業所担当の鷹63系統も同様）。2016年3月28日より杏林大学井の頭キャンパス開設により、吉13系統が牟礼団地より延伸した。現在も早朝と夜時間帯に牟礼団地止まりのバスが運行されている。2020年4月1日からは、下連雀五丁目始発吉祥寺行きも新規設定された。

### 布田線
- 吉14：吉祥寺駅 - 下連雀七丁目 - 三鷹市役所 - 西原 - 八雲台 - （旧甲州街道） - 調布駅北口
- 吉14：吉祥寺駅 → 下連雀七丁目 → 三鷹市役所 → 西原 → 八雲台 → （甲州街道） → 調布駅北口（2022年6月4日より土休日のみ）
- 吉14：吉祥寺駅 → 下連雀七丁目 → 三鷹市役所 → 西原 (平日夜1本)

調布市深大寺北町・深大寺東町・佐須町の地域輸送および調布航空宇宙センター、JCBカードセンターへの通勤輸送を担う。なお、下連雀七丁目以南で並走する鷹66系統は武蔵境営業所の担当であった。
かつては京王バスとの共同運行で、調35・34も含めた共通定期が存在していた。前述の吉05・06と同じく、吉祥寺駅⇔調布市内の各停留所の利用も多い。
2022年6月4日より、土休日の調布駅方向の小田急便に限り経路変更が行われ、八雲台小学校 - 調布駅北口間は、従来の旧甲州街道経由から、甲州街道（国道20号）を経由する経路に変更された。なお、平日の全ての便と土休日の吉祥寺駅方向の便は、引き続き旧甲州街道を経由する。
2024年12月15日をもって吉14系統は京王バスが撤退し、翌16日からは全便が小田急バスでの運行となった。一方、鷹66系統は逆に小田急バスが撤退し、全便が京王バスでの運行となった。

### 新川循環
- 吉15：吉祥寺駅 → MCC三鷹ビル → 新川通り → 新川 → 吉祥寺駅（平日朝のみ運行）

利用者が多いMCC三鷹ビル・新川通り・新川での積み残し対策として、2006年12月1日に新設された。

### 明星線
- 吉11：吉祥寺駅 - 明星学園前

井の頭恩賜公園南側にある明星学園高校・中学校・小学校、法政大学高校・中学校（旧法政一高）への通学輸送を担う。いすゞ製中型車で運行される。2015年9月16日より吉祥寺営業所から武蔵境営業所へ移管されたが、2021年5月17日改正で吉祥寺営業所担当に戻された。

### 出入庫線
- 出入庫：吉祥寺駅 - 吉祥寺営業所

従来は回送で行っていたが、短距離需要の増加やムーバスの成功を受け、2003年より運賃100円で一般路線営業を開始した。近距離運賃適用のため2021年11月までは全線定期券が使用できなかったが、同年12月1日付で使用が可能になった。

## 現行空港路線

### 空港連絡バス
- 成田線：吉祥寺駅 -（高速）- 成田空港（関東バス・京成バス・東京空港交通との共同運行）
- 羽田線：吉祥寺駅 -（高速）- 羽田空港（関東バス・京浜急行バス・東京空港交通との共同運行）

なお、現在新型コロナウイルス感染拡大に伴い、成田線は全便が運休となっている。

## 廃止路線

### 調布線（一部系統の廃止）
- 吉07：吉祥寺駅 - 下連雀 - 新川 - 三鷹市役所 - 神代植物公園 - 御塔坂 - 小島町 - 矢野口駅東 - 京王よみうりランド駅 - よみうりランド
 休日に1往復のみ運行されていた。矢野口駅南口駅前広場（現・矢野口駅）へは乗り入れない。2012年（平成24年）2月19日限りで廃止となった[5]。

- （系統番号無し）吉祥寺駅 - 野崎 - 調布駅 - 坂浜 - 谷戸 - 鶴川駅 - 本町田 - 原町田駅 - 大和駅 - 長後駅 - 藤沢駅 - 江ノ島桟橋

調布駅から生田営業所（当時。後に町田営業所へ移管）の柿生線に乗り入れ、さらに小田急江ノ島線や神奈中（町田営業所・大和営業所・藤沢営業所）、江ノ電バスの複数の路線に並行する形で藤沢駅を経て江ノ島桟橋まで行く観光路線だった。1973年（昭和48年）に廃止となり、同時に小田急バスは神奈川県大和市、藤沢市から撤退した。

### 調布・杏林線
- 調35：調布駅北口 - 布田 - 西原 - 晃華学園 - 杏林大学病院前（京王バス調布営業所と共同運行）

布田線（吉14）と同様、京王バスと共同運行。いすゞ製中型車で運行される。2015年8月16日より吉祥寺営業所から武蔵境営業所へ移管されていたが、2021年5月17日改正で吉祥寺営業所担当に戻された。
始発の杏林大学病院前まで、吉03系統の杏林大学病院前行きとして送り込まれ、平日以外の戻りは丸池公園入口からの【吉04】吉祥寺駅行きとして戻される場合もある。平日は、回送もしくは【吉03】新川団地中央 - 杏林大学病院前 - 新川 - 下連雀 - 吉祥寺駅中央口となる。2024年12月15日をもって京王バスは撤退。小田急バスとしても調35系統としての運行を終了し、翌16日以降は武蔵境営業所において、三鷹駅南口発鷹54系統晃華学園東と統合し三鷹駅南口発鷹61系統杏林大学病院前・晃華学園東経由調布駅北口となった。また元々の三鷹駅南口発鷹54系統晃華学園東と同じ運行方式をする、三鷹駅南口発鷹62系統晃華学園東行きも存在する。鷹61・62ともに同じ経路を運行する。

### 杏林線
- 吉03：吉祥寺駅 - 下連雀 - 新川 - 杏林大学病院前(中型車で運行)

調35系統が鷹54と統合することにより、調35の送り込み運用の運行を終了し、翌16日以降は武蔵境営業所において、杏林大学病院前から三鷹駅に延伸する形で鷹61系統として運行している。

### 新宿線
- 宿44：新宿駅西口 - 幡ヶ谷駅 - 水道横丁 - 永福町 - 上高井戸 - 松庵町 - 吉祥寺営業所 - 吉祥寺駅中央口

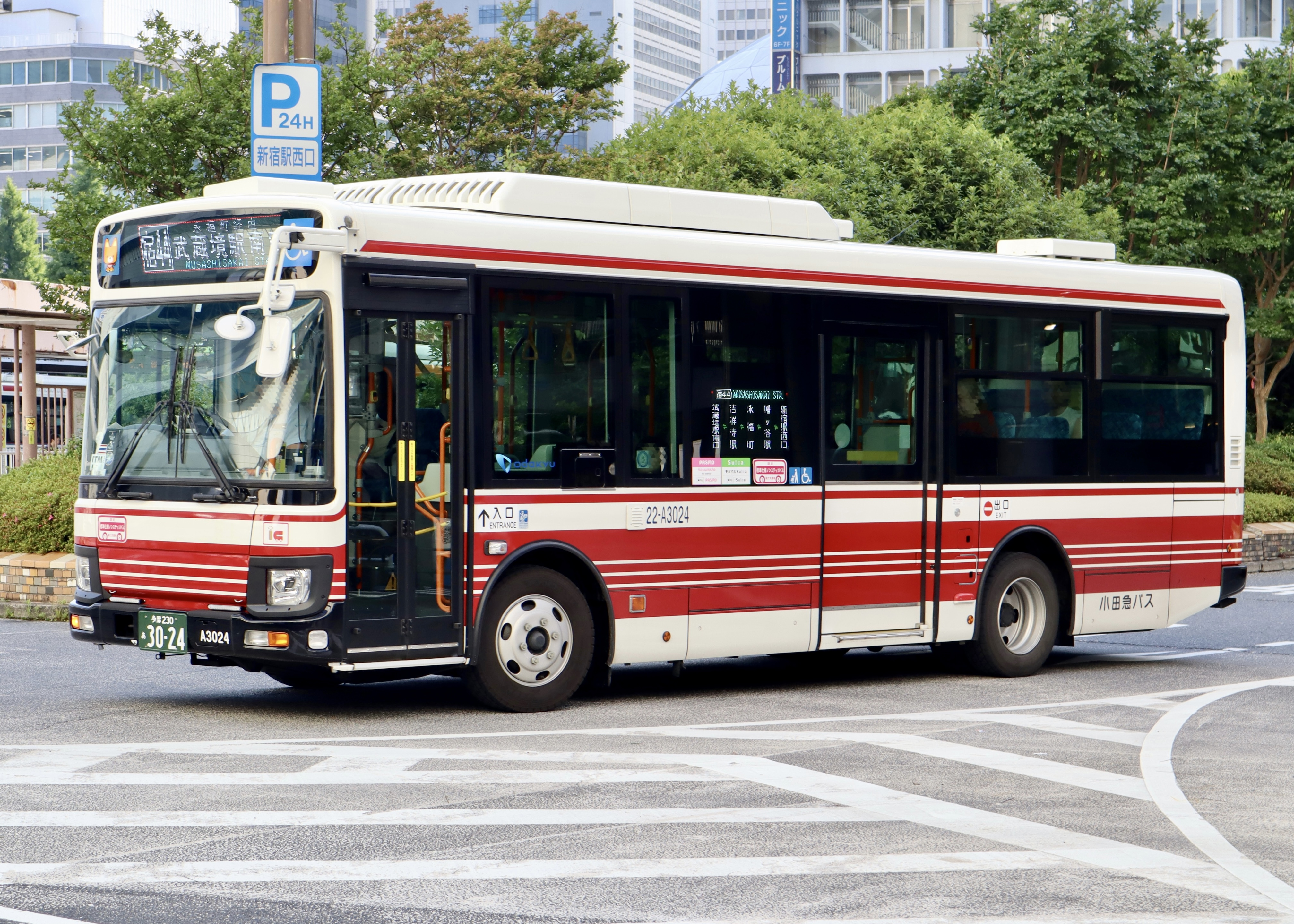
宿44系統武蔵境駅行き

新宿駅を発着して杉並区を経由する小田急バスでは唯一の路線だった。新宿から甲州街道・井ノ頭通りを通り吉祥寺駅中央口に達していた。2024年3月16日より、休日午前中1便のみ運行されていた。
2024年3月15日までは、吉祥寺駅からさらに吉祥寺通り・連雀通りを経由して武蔵境南口に達していて、小田急バスの一般路線で最長の18.56kmを走行していた（季節運行やいわゆる免許維持路線まで含めれば若林営業所のよみうりランド線の21.42kmが最長）。
運賃は小田急バスの他路線の都区内均一運賃と同じ240円。いすゞ自動車製の中型車で運行されていた。
開業日の1949年12月25日から1970年3月21日までは、武蔵境駅 - 新宿駅西口 - 四谷見附 - 東京駅南口間を結ぶ、都営バスと京王帝都電鉄との3社相互乗り入れによる共同運行路線（119系統）であったが、新宿駅西口 - 東京駅南口間の廃止時点で都営と京王が撤退し、小田急の単独路線となった。
2014年の正月三が日には減便ダイヤが組まれていたほか、東日本大震災（東北地方太平洋沖地震）の際は今はなき吉07系統（後述）などとともに、計画停電の要請により運行停止を余儀なくされた時期があった。2014年3月1日のダイヤ改正では大幅な減便が行われ、武蔵境駅南口 - 新宿駅西口、武蔵境駅南口 - 吉祥寺営業所はいずれも1日2本ずつになった。
2015年9月16日より吉祥寺営業所から武蔵境営業所へ移管され、この際に吉祥寺営業所発着の2往復は吉祥寺駅発着に短縮された。
2021年5月17日改正で吉祥寺営業所の担当に戻った。ただし、出入庫便は吉祥寺営業所発になっていた。
2024年3月15日限りで吉祥寺駅 - 武蔵境駅南口間が廃止され、3月16日より新宿駅西口 - 吉祥寺駅中央口間を休日午前中1便のみの運行となった。
そして、2025年7月6日実施のダイヤ改正にて当路線は廃止となった（最終運行日は6月29日）。これに伴い新宿駅を発着する小田急バス一般路線は6月の日曜限定で運行される新宿駅 - よみうりランド線および新宿駅 - 若林営業所線（若林営業所担当）のみとなる。なお、6月22日と29日の運行に関しては再開発に伴い新宿駅西口の乗降場は35番から26番に変更となっていた。

## 車両

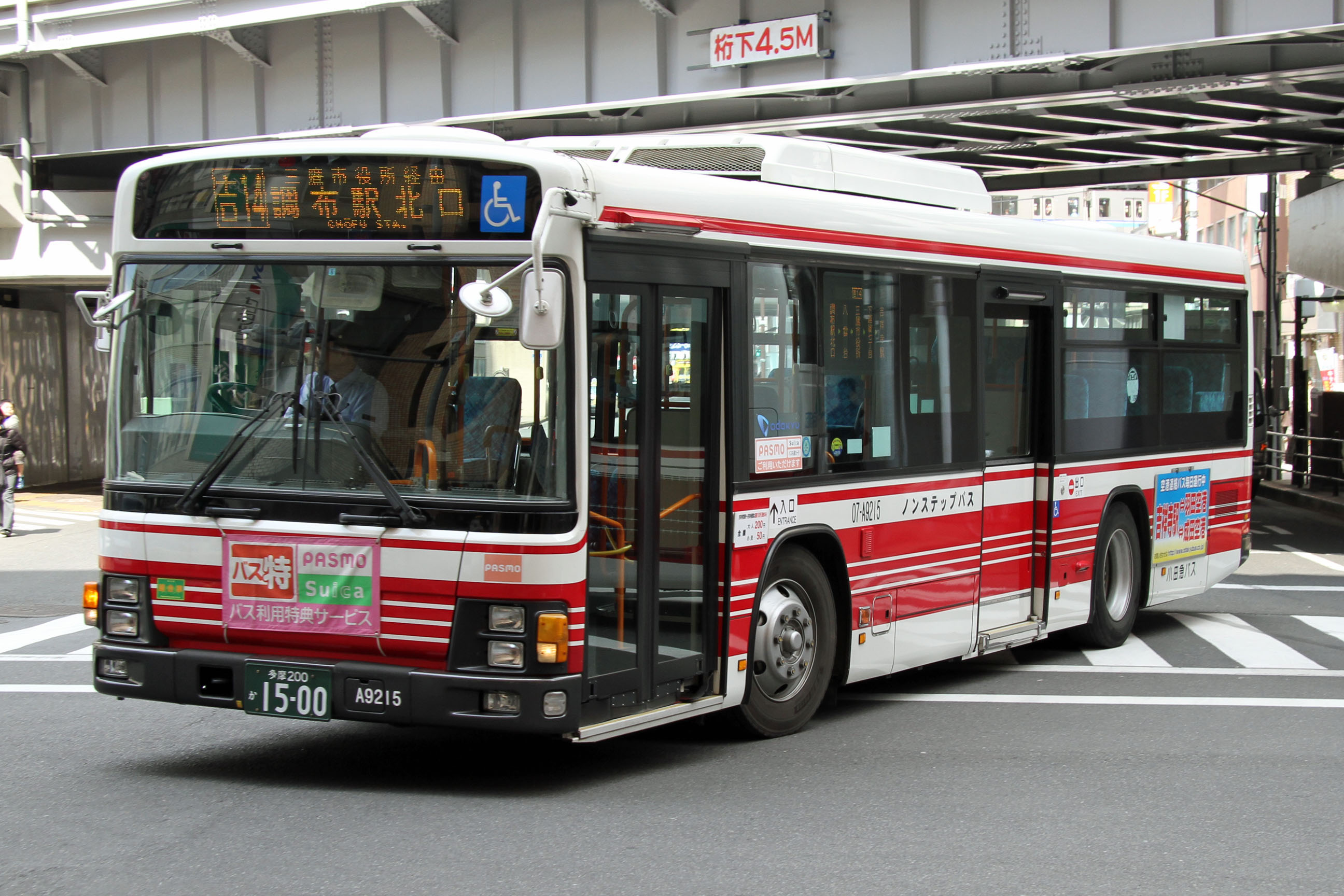
吉祥寺所属車(07-A9215)

一般路線車両はいすゞ自動車・三菱ふそう・日野自動車の3メーカー、空港リムジン車両には三菱ふそう製・日野自動車の2メーカーが籍する。2010年には路線バス用として3台の日野のブルーリボンシティハイブリッドノンステップバス（BJG-HU8JLFP）が当営業所へ配置された。
2010年9月30日、創立60周年を記念して07-A9236号車が創業当時の復刻塗装となった。
2012年9月26日より、小田急バスのマスコットキャラクターの名前が「きゅんた」に決定したことから、当営業所管内で「きゅんた」のラッピングバスが運行開始されている。当該車両は11-A9317号車で、他の大型一般路線車両と共通運用されているほか、各種イベントの際にも展示されている。
また、2020年には創立70周年を記念して、全ての車両の前面に記念ステッカーが貼られた。

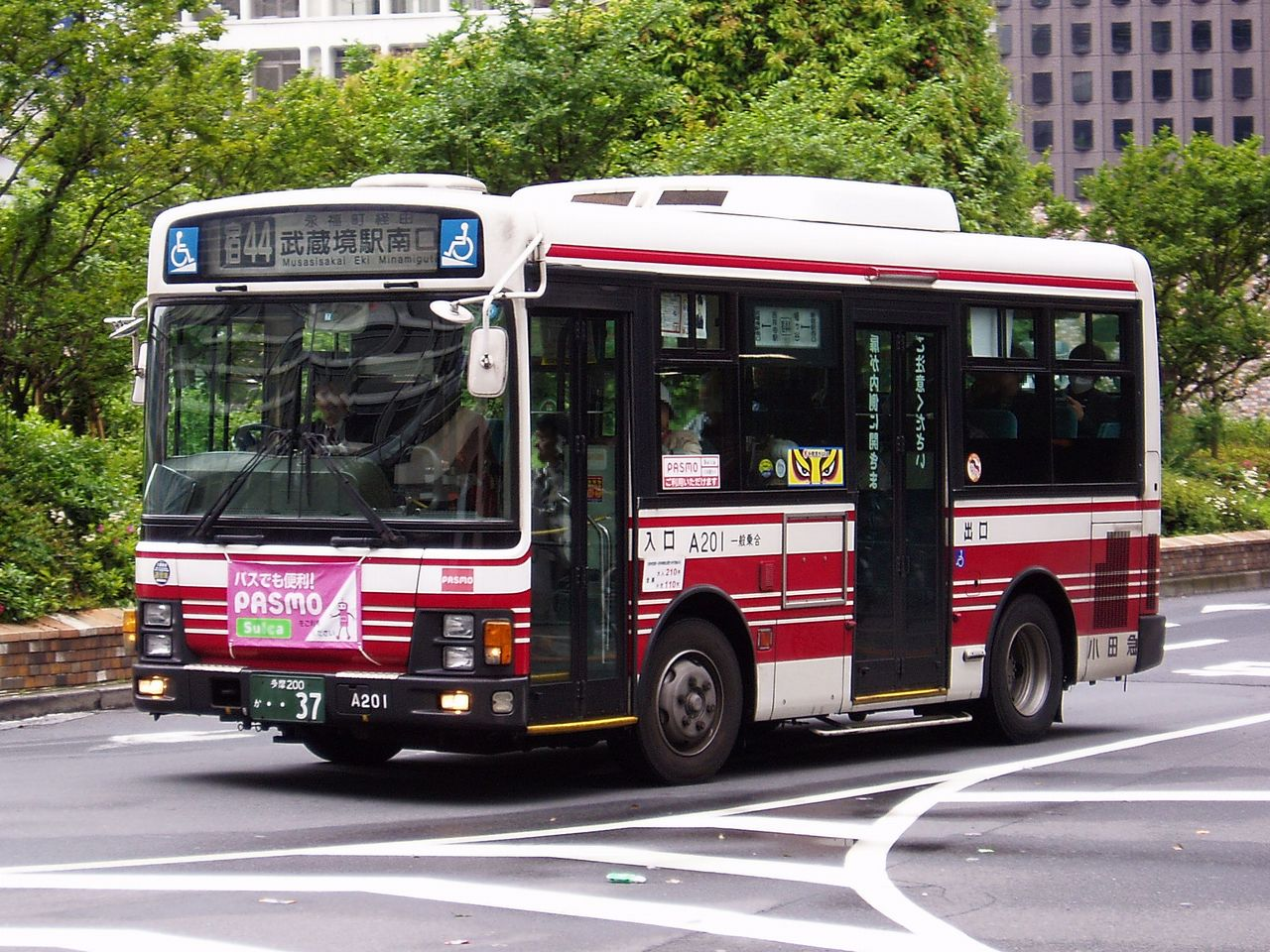
新宿駅のバス乗り場を発車する宿44系統で使用されていた99-A201号車